# Герб Кюрасао
Герб Кюрасао — герб карибської країни Кюрасао. Герб складається з розділеного щита з короною зверху.

## Опис
Опис в Декреті про острів говориться: «Щит розсічений: у першому срібному півполі на звилястій синій основі повністю оснащений трищогловий військовий корабель з повними вітрилами в натуральному кольорі з голландським прапором на середній щоглі, на фок-щоглі з прапором із гербом Амстердама, а на кормовій — прапором Вест-Індської компанії; у другому срібному півполі зелене апельсинове дерево з помаранчевими яблуками, що стоїть на зеленій землі. Серцевий щит: на червоному полі чорний стовп, обтяжений трьома срібними укороченими Андріївськими хрестами. Щит увінчаний золотою короною з п’яти листків».
За словами Луїса Даала, прапори на гербі з часом були змінені і прапор Вест-Індської компанії не з'являється (голландський прапор з монограмою GWC), але голландський прапор зображений на обох бушпритах і бізань-щоглі (кормова щогла). Синій прапор на фок-щоглі (фок-щоглі) може вказувати на прапор Амстердама. Всупереч опису, зображений корабель не трищогловий (фрегат), а двощогловий (корвет).

## Символіка
Військовий корабель у лівій половині герба зображує історію колонізації Кюрасао. Зелене апельсинове дерево на Кюрасао з плодами натякає на зв'язок з Оранською династією. Серцевий щит зображує щит Амстердама як знак історичного зв'язку Вест-Індської компанії з містом Амстердам. Листя в кроні - п'ять флеронів, частина крони маркіза.

## Історія

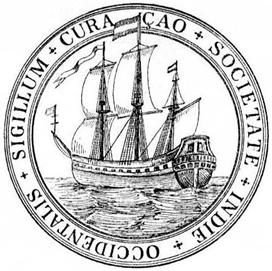
Печатка Кюрасао після 1795 року

До 1964 року Кюрасао не мав власного герба. Використовували національний герб або, у разі потреби в власному гербі, стару печатку WIC, прийняту у дещо зміненому вигляді в 1795 році Комітетом у справах колоній та власності на узбережжі Гвінеї та в Америці, що складається з трищоглового корабля, оточеного текстом «SIGILLUM CURAÇAO SOCIETATE INDIE OCCIDENTALIS». Герб був запропонований у 1964 році Верховним шляхетським судом і встановлений у липні 1964 року, коли Кюрасао був колишньою острівною територією колишніх Нідерландських Антильських островів, декретом Ради островів від 24 липня 1964 року № 4 про встановлення герба острівної території Кюрасао.
Коли у 1964 році прапор був представлений, Демократична партія вважала прапор колонізаторським і виступала за вираження автономного майбутнього на додаток до колоніального минулого. На початку 2021 року Кабінет міністрів Руггенаат створив Комітет з національних гербів, щоб консультувати його щодо більш обов’язкового нового дизайну.